# Karim Hasni
Karim Hasni est un homme politique algérien. Dans le passé, il était ministre des Ressources en eau et de la Sécurité en Algérie. Il a occupé ce poste du 8 juillet 2021 au 16 mars 2023,,.